# Alan Kernaghan
Alan Nigel Kernaghan, född 25 april 1967, är en engelskfödd irländsk fotbollstränare och före detta professionell fotbollsspelare. Han spelade som försvarare för fotbollsklubbarna Middlesbrough, Charlton Athletic, Manchester City, Bolton Wanderers, Bradford City, St. Johnstone, Brechin City, Clyde, Livingston och Falkirk mellan 1985 och 2006. Han spelade också 22 landslagsmatcher för det irländska fotbollslandslaget mellan 1992 och 1996.
Efter den aktiva spelarkarriären har han varit tränare för Clyde, Dundee, Brentford och Glentoran.